# Хендерсон, Крис
Кри́стофер «Крис» Хе́ндерсон (англ. Christopher "Chris" Henderson; родился 11 декабря 1970 года в Эдмондсе, Вашингтон, США) — американский футболист. Полузащитник, известный по выступлениям за «Колорадо Рэпидз» и сборную США. Участник чемпионатов мира 1990 и Олимпийских игр 1992 года. Младший брат Шон Хендерсон также был профессиональным футболистом.

## Клубная карьера

### Ранняя карьера
В 1989 году Крис поступил в Калифорнийский университет в Лос-Анджелесе, где выступал за университетскую футбольную команду до 1990 года.

### Карьера в MLS
В 1994 году Хендерсон подписал контракт с немецким «Франкфуртом». После окончания сезона он перешёл в норвежский «Стабек», который он тоже покинул через год. После образования лиги MLS Крис вернулся в США, где подписал контракт с клубом «Колорадо Рэпидз». В своем первом сезоне он сезоне сыграл 29 матчей, забил 3 гола и отдал 8 голевых передач, и был признан самым полезным футболистом команды в сезоне. В 1999 году Крис перешёл в «Канзас-Сити Уизардз» в составе которого выиграл Кубок MLS. В сезон 2001 года Хендерсон провёл в «Майами Фьюжн». В 2002 году он вернулся в «Колорадо Рэпидз», за который выступал ещё на протяжении трёх сезонов. В составе команды Крис установил клубный рекорд 178 матчей, 53 передачи и 120 очков. В мае 2005 года Хендесон был обменян в «Коламбус Крю». Сезон 2006 года он провел в «Нью-Йорк Ред Буллз» приняв участие в каждом матче. По окончании сезона Хендерсон объявил об окончании карьеры.
По окончания карьеры он работал помощником тренера в «Канзас-Сити Уизардз». В 2008 году Хендерсон занял должность спортивного директора клуба «Сиэтл Саундерс». Является генеральным директором клуба Интер-Майями. .

## Сборная США
В 1990 году в матче против сборной Исландии Хендерсон дебютировал за сборную США. В 1990 году он попал в заявку на участие в чемпионате мира в Италии. В той команде Крис был самым молодым футболистом, ему было 19 лет. Он был запасным футболистом, поэтому не сыграл на турнире ни одного матча. В 1991 году Крис в составе национальной команды выиграл Золотой кубок КОНКАКАФ. В 1992 году Хендерсон выступал на Олимпийских играх в Барселоне. Несмотря на то, что он являлся важным футболистом для сборной США, Крис ни разу не сыграл на чемпионате мира.
За сборную Хендерсон сыграл 79 матчей и забил 3 гола.

## Достижения
Командные
 «Канзас-Сити Уизардз»
- Обладатель Кубка MLS — 2000

Международные
 США
- Золотой кубок КОНКАКАФ — 1991
- Золотой кубок КОНКАКАФ — 1993
- Кубок конфедераций — 1992